# 格拉蒂比
格拉蒂比（法語：Gratibus）是法国皮卡第大区索姆省的一个市镇，属于蒙迪迪耶区蒙迪迪耶县。该市镇2009年时的人口为182人。

## 人口
格拉蒂比人口变化图示
| 数据来源：INSEE |